# 長根野球場
長根野球場（ながねやきゅうじょう）は八戸市の長根運動公園内にある野球場である。八戸長根球場や長根球場とも呼ばれる。
1972年に開場、1990年に改修している。高校野球や社会人野球などに使用されている。

## 施設概要
- 両翼：91m 中堅120m（センターの距離の表示は消されており、左中間・右中間に115mと記載されている）
- 内野：クレー舗装 外野：天然芝
- 収容人員：11,000人（内野：座席 7,500人、外野：芝生 3,500人）
- 照明：6基
- スコアボード：LED式全面フリーボード[1]

## その他
- イースタン・リーグ公式戦は、西武ライオンズ二軍、読売ジャイアンツ（巨人）二軍がそれぞれ主催試合を行っていた。2013年は東北楽天ゴールデンイーグルス二軍主催の西武戦が組まれたが、雨天中止となった[2]。なお2014年には阪神タイガース二軍（ウエスタン・リーグ所属）との交流戦が開催された[3]。

## プロ野球開催実績
ファーム
- 2014年8月9日 交・東北楽天ゴールデンイーグルス 6-1 阪神タイガース 観衆:3,108人
- 2015年7月26日 イ・東北楽天ゴールデンイーグルス 0-6 埼玉西武ライオンズ 観衆:3,295人